# HD 44033
HD 44033，又名BD+14 1247，SAO 95543、HR 2269，是一颗恒星，视星等为5.69，位于銀經196.36，銀緯-0.12，其B1900.0坐标为赤經6h 14m 22s，赤緯+14° -0.12′ 36″。